# 鴻門家宴
《鴻門家宴》，是衛視中文台播出的實境節目，製作單位映畫傳播，製作人郭建宏、邱玉婷，主持人陳嘉樺、李玉璽。

## 播出時間

### 首播
| 頻道       | 所在地 | 播映日期                      | 播出時間             |
| ---------- | ------ | ----------------------------- | -------------------- |
| 衛視中文台 | 臺灣   | 2020年12月19日－2021年3月27日 | 每週六 20：00－21:00 |
| YouTube    | 臺灣   | 2020年12月21日                | 每週一 12:00上傳     |
| 衛視中文台 | 臺灣   | 2022年7月1日                  | 每週五 22：00－23:00 |

### 重播
| 頻道       | 所在地 | 播映日期       | 播出時間            |
| ---------- | ------ | -------------- | ------------------- |
| 衛視中文台 | 臺灣   | 2020年12月20日 | 每週日 00:00－01:00 |
| 衛視中文台 | 臺灣   | 2020年12月20日 | 每週日 05:00－06:00 |
| 衛視中文台 | 臺灣   | 2020年12月20日 | 每週日 11:00－12:00 |
| 衛視中文台 | 臺灣   | 2020年12月20日 | 每週日 15:00－16:00 |
| 衛視中文台 | 臺灣   | 2020年12月20日 | 每週日 21:00－22:00 |
| 衛視中文台 | 臺灣   | 2020年12月21日 | 每週一 01:00－02:00 |
| 衛視中文台 | 臺灣   | 2020年12月26日 | 每週六 14:00－15:00 |
| 衛視中文台 | 臺灣   | 2022年7月2日   | 每週六 01:00－02:00 |
| 衛視中文台 | 臺灣   | 2022年7月3日   | 每週日 19:00－20:00 |

## 評審團
- 夢幻評審團隊
  - 鍾欣凌
  - 索艾克
  - 陳力榮

## 關卡內容
- 分為12場初賽、4場複賽、四強決賽、三強決賽和最終的冠軍賽。除四強決賽為四組家庭和冠軍賽的兩組家庭之外，每集（包含三強決賽）共有三組家族來賓參賽，三組家族的成員其中有一位是要進行盲測試吃的。下表的關卡除決賽以外都適用。

其中指定食材競賽在初、複賽有區分：
- 初賽的指定食材競賽，參賽者必須使用節目提供的指定食材，於挑戰時間內做出一道以指定食材為主的菜或套餐。
- 複賽的指定食材競賽，前兩場複賽為Recreated指定料理（限制30分鐘），參賽者必須先行試吃評審已經製作完成的菜，再依據試吃後的感覺於挑戰時間內進行料理重現。後兩場的複賽為創意料理（限制40分鐘），參賽者必須完全使用四種不一樣的主食材，且只能使用基本食材與調味料，於挑戰時間內將四種主食材做出一道菜或套餐。

四強決賽分為兩階段（沒有盲測，所有成員皆須一同參賽，挑戰時間與初賽、複賽相同）：
- 第一階段為無火料理，參賽者必須在不開火的限制之下，於挑戰時間內使用家電（烤箱、氣炸鍋、電鍋）完成三道菜。
- 第二階段為指定食材創意料理，在第一階段獲勝的參賽者可以優先挑選四大食材其中一種，並將剩餘的食材指定給其他三家參賽者。參賽者必須完全使用由優勝者分出來的主食材，於挑戰時間內將分到的主食材做出套餐。

三強決賽分為兩階段（沒有盲測，所有成員皆須一同參賽）：
- 第一階段為交換食材，每一組必須交換自己所有的食材，而四強決賽第一組被晉級的隊伍，可選擇順或逆時針交換，並在40分鐘內用交換的食材做出一道完美的料理。
- 第二階段為指定食材創意料理，在第一階段獲勝的參賽者可以讓其他兩組的其中一人只動口不動手10分鐘，並將上一回合各家剩餘的食材還給本人。參賽者必須在60分鐘內做出餐點。

最終總決賽主題為「一日三餐」，分為三個回合，共120分鐘：
- 第一回合早餐：限時30分鐘。
- 第二回合午餐：限時40分鐘。
- 第三回合晚餐：限時50分鐘。

## 製作團隊
- 監製：邵正祥、NANETTE BALEROS
- 製作人：郭建宏、邱玉婷
- 執行製作人：陳柏成、劉美欣
- 策劃：吳函蒨
- 企劃：李明穎、胡蝶
- 執行企劃：穆孝玟
- 現場執行：陳雅琦、王博豐、黃建中、蔡奇霖
- 美術指導：NANETTE BALEROS 邱玉婷
- 舞台美術設計：薄荷棒MINT BOON Design
- 舞台布景：全井
- 視覺及動畫設計：彭嘉寶
- 音效：聲都
- 服裝：毛毛
- 梳化妝：王佳雯造型工作室
- 導播：仇志豪
- 副導播：黃敬雅
- 後期導播：林柏豪、楊啟明
- 後期製作/剪輯：淼淼工作室
- 製作公司：映畫製作
- 冠名贊助
  - SMUCKER'S  盛美家果醬(第1集~第20集)
- 特約贊助
  - HERAN 禾聯家電(第1集~第20集)
- 廚房用具提供
  - HOLA特力和樂(第1集~第20集)

## 外部連結
- 鴻門家宴的Facebook專頁
- YouTube上的鴻門家宴【美味完整版】播放列表——衛視中文台
- YouTube上的【鴻門家宴 婆媳廚房 完整版】播放列表——衛視中文台
- YouTube上的【鴻門家宴 Dino小廚房】播放列表——衛視中文台
- YouTube上的【鴻門家宴 婆媳廚房】播放列表——衛視中文台
- YouTube上的鴻門家宴播放列表——衛視中文台

## 作品的變遷
| 臺灣 衛視中文台 每週六 20:00－21:00                 | 臺灣 衛視中文台 每週六 20:00－21:00                | 臺灣 衛視中文台 每週六 20:00－21:00 |
| --------------------------------------------------- | -------------------------------------------------- | ----------------------------------- |
|                                                     | 鴻門家宴 （2020年12月19日－2021年5月1日）          |                                     |
| 花美男的背包旅行 （2020年10月31日－2020年12月12日） | 帶輪子的家（重播） （2021年5月8日－2021年5月29日） |                                     |

| 臺灣 衛視中文台 每週五 22:00－23:00    | 臺灣 衛視中文台 每週五 22:00－23:00 | 臺灣 衛視中文台 每週五 22:00－23:00 |
| -------------------------------------- | ----------------------------------- | ----------------------------------- |
|                                        | 鴻門家宴婆媳廚房 （2022年7月1日－） |                                     |
| 熙娣想聊 (2022年4月22日-2022年6月24日) | —                                   |                                     |